# Bernardia multicaulis
Bernardia multicaulis är en törelväxtart som beskrevs av Johannes Müller Argoviensis. Bernardia multicaulis ingår i släktet Bernardia och familjen törelväxter. Inga underarter finns listade i Catalogue of Life.